# Gnetum gnemon
Gnetum gnemon är en kärlväxtart som beskrevs av Carl von Linné. Gnetum gnemon ingår i släktet Gnetum och familjen Gnetaceae.

## Underarter
Arten delas in i följande underarter:
- G. g. brunonianum
- G. g. gnemon
- G. g. gracile
- G. g. griffithii
- G. g. tenerum

## Bildgalleri

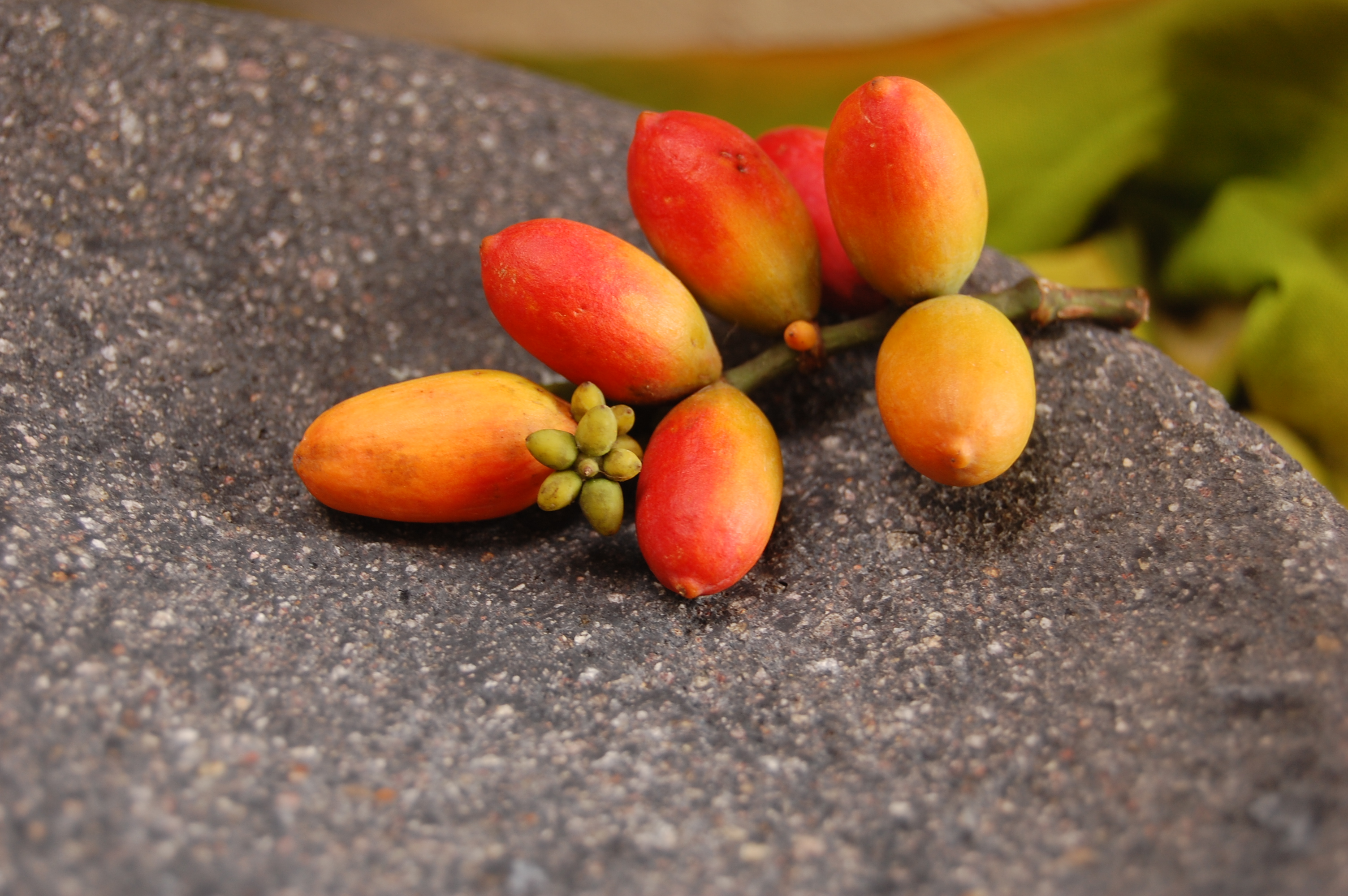
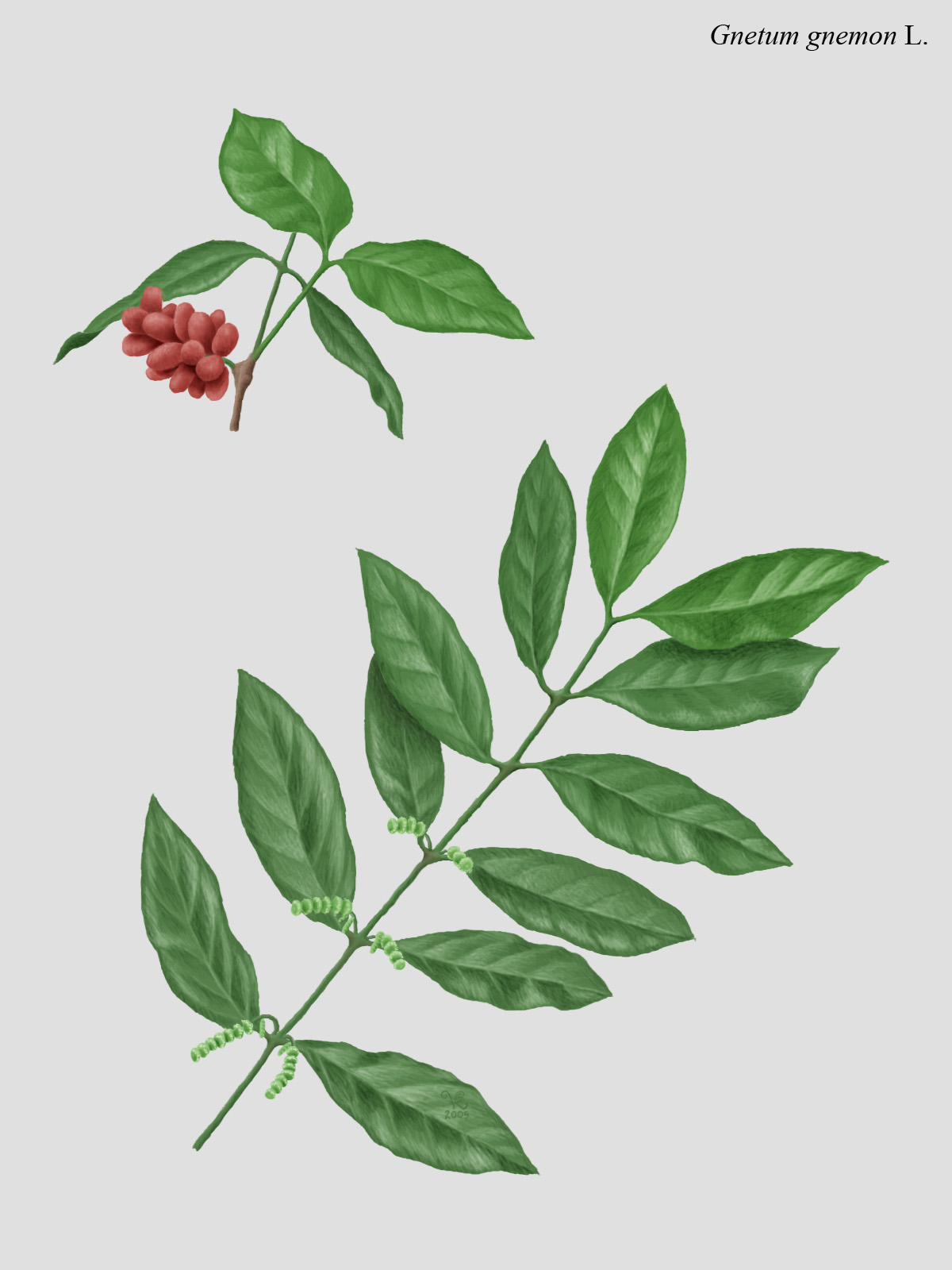
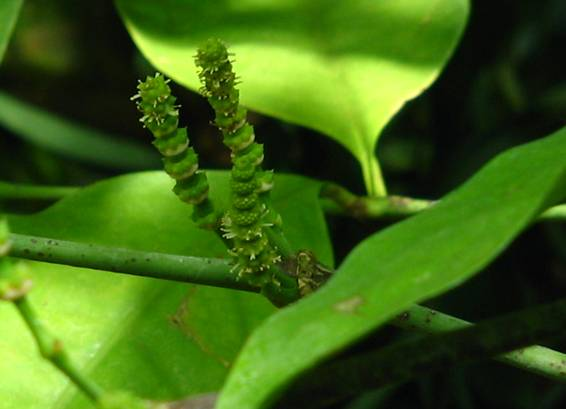
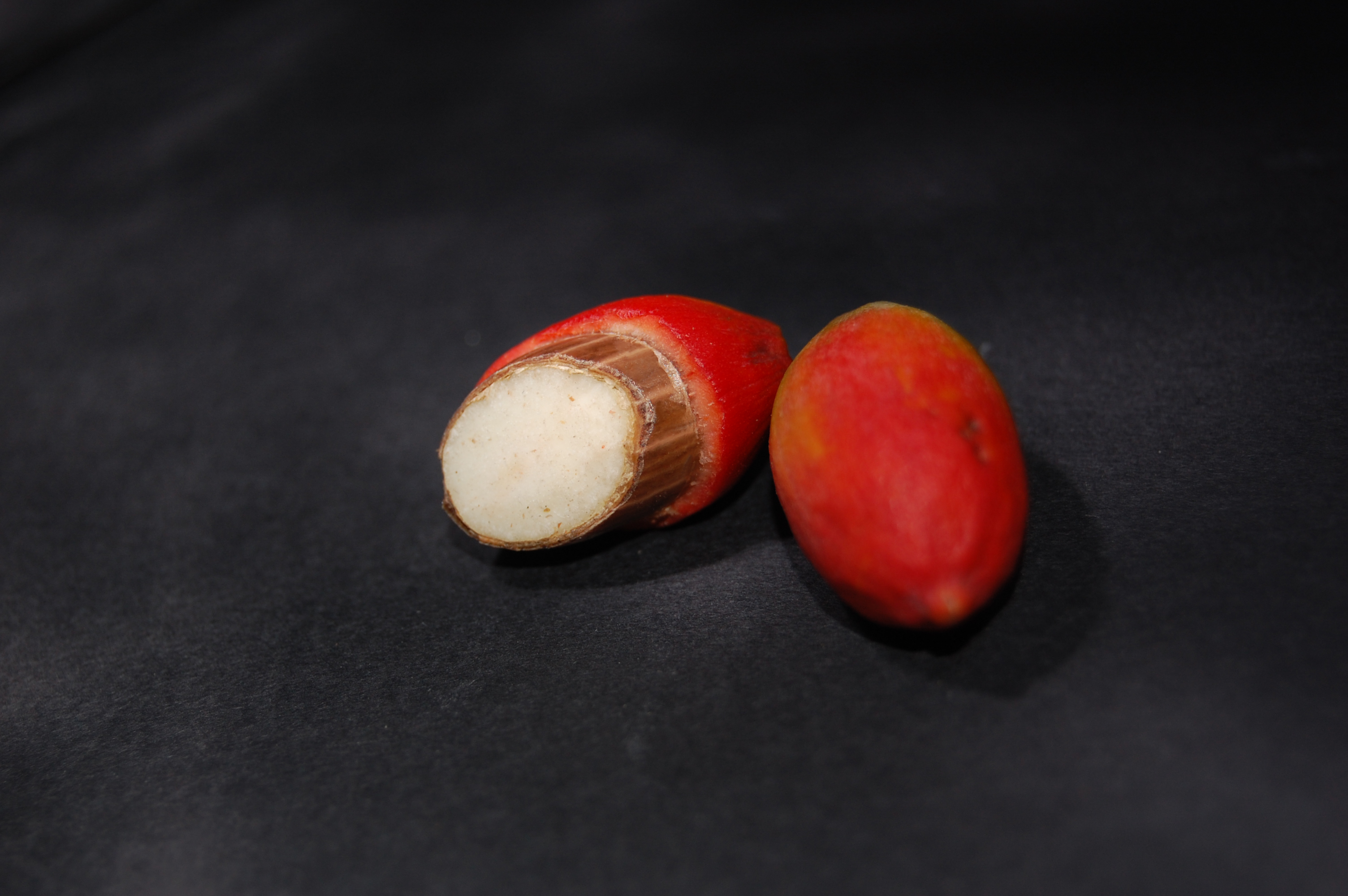
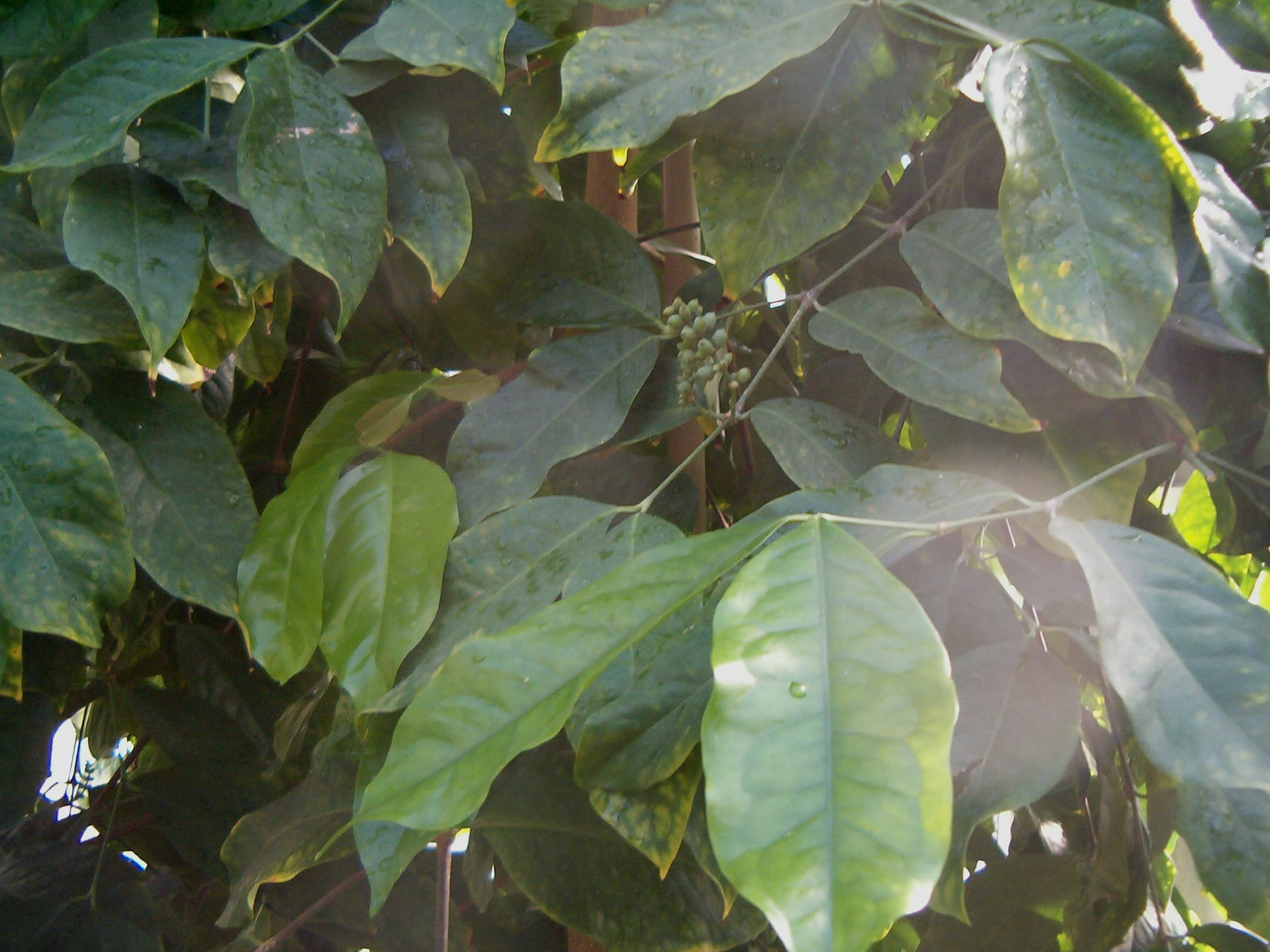